# Anoteropsis hallae
Anoteropsis hallae là một loài nhện trong họ Lycosidae.
Loài này thuộc chi Anoteropsis. Anoteropsis hallae được Cor J. Vink miêu tả năm 2002.